# جائزة غرامي لأفضل ألبوم عزف جاز
جائزة الغرامي لأفضل  ألبوم عزف جاز  (بالإنجليزية: Grammy Award for best jazz instrumental Album)‏ هي جائزة تقدمها الأكاديمية الوطنية لتسجيل الفنون والعلوم (NARAS) سنويا ضمن حفل توزيع جوائز الغرامي،لأفضل عزف ألبوم جاز.